# Malinkoite
La malinkoite è un minerale.

## Etimologia
Il nome è in onore della mineralogista russa Svetlana Vyacheslavovna Malinko (1927-2002), scopritrice e studiosa di vari minerali di boro.